# Exequatur en droit français
Pour un article plus général, voir Exequatur.
En droit français, l'exequatur est une procédure visant à donner force exécutoire à un jugement rendu à l'étranger ou à une sentence arbitrale. L'exequatur peut aussi bien concerner un jugement rendu à l'étranger, qu'une sentence arbitrale rendue à l'étranger, les conditions n'étant pas nécessairement les mêmes.

## Exequatur des jugements
En ce qui concerne l'exequatur des jugements rendus à l'étranger, il convient de distinguer selon que ceux-ci ont été rendus par un État membre de l'Union européenne ou un État tiers. En effet, parallèlement au développement des règles jurisprudentielles en France s'est développée l'Union européenne. Une convention internationale (Convention de Bruxelles du 27 septembre 1968) a été conclue entre les États membres de l'Union européenne, simplifiant considérablement les conditions d'octroi de l'exequatur.

### Exequatur d'un jugement rendu en dehors de l'Union européenne
Le droit applicable aujourd'hui en France est le fruit d'une longue évolution jurisprudentielle.
1819 « Holker contre Parker »Dans cette espèce, la Cour de cassation refuse qu'il soit fait application d'un jugement rendu aux États-Unis contre un débiteur français, en raison de la nationalité de ce dernier, qui aurait dû, selon la Cour de cassation, être jugé en France. Implicitement, la Cour de cassation affirme que l'exequatur aurait été accordé si le débiteur n'avait pas eu la nationalité française[réf. nécessaire].
1860 « Bulkley »La Cour de cassation accepte qu'une femme hollandaise se remarie en France après son divorce, alors que le divorce n'était alors pas admis en France. Elle estimait donc qu'il ne pouvait y avoir de délit de bigamie ; le remariage était donc possible. La Cour raisonnait alors sur la force probante du jugement de divorce qui avait été rendu.
1900 « de Wrede »Dans cette espèce, une femme autrichienne épouse le Prince de Wrede, après que son précédent mariage a été annulé en Russie. Le Prince Dewrede souhaitant se séparer de sa femme dans les faits et en droit, n'avait pour autre choix que de faire annuler son mariage, ce qu'il a fait en Allemagne, les juges allemands ayant considéré que son épouse n'avait pas valablement obtenu l'annulation de son premier mariage en Russie. Les juges français ont refusé de donner effet à la seconde annulation dans la mesure où l'annulation du premier mariage de son épouse en Russie produisait ses effets en France, il ne pouvait donc y avoir bigamie et l'annulation du mariage sur ce fondement était impossible. C'est sur l'idée de fraude que repose cette décision. Deux aspects importants de cette décision méritent d'être soulignés. D'une part, cet arrêt préfigurait ce que sont aujourd'hui les règles de l'exequatur. D'autre part, cet arrêt était limité à l'état et la capacité des personnes.
1964 « Munzer »C'est avec l'arrêt Munzer  que les critères de l'exequatur tels que nous les connaissons aujourd'hui ont été fixés par la Cour de cassation.
La Cour de cassation vient poser 5 conditions devant être remplies afin de reconnaître l'exequatur :
- la compétence du tribunal étranger ayant rendu la décision,
- la régularité de la procédure suivie devant ce tribunal étranger,
- l'application de la loi compétente d'après la règle de conflit française,
- la conformité de la décision à l'ordre public international,
- l'absence de fraude à la loi.

2007 « Cornelissen et Sté Avianca »par l'arrêt Cornelissen et Sté Avianca du 20 février 2007, « Désormais le juge de l'exequatur doit s'assurer que trois conditions sont remplies : la compétence indirecte du juge étranger fondée sur le rattachement du litige au pays saisi, la conformité à l'ordre public international de fond et de procédure et l'absence de fraude à la loi ». L'objet principal de cette nouvelle règle est la suppression de l'application de la loi compétente d'après les règles françaises de conflit, comme celui de l'arrêt Munzer avait été la suppression de la révision au fond.
Il convient d'énumérer et d'expliciter ces critères.

#### Compétence du Tribunal étranger
Le juge français, pour accorder l'exequatur d'un jugement rendu à l'étranger, va vérifier si ce dernier était compétent. S'il estime que le juge étranger n'était pas compétent pour statuer sur ce litige, il pourra refuser pour ce motif d'accorder l'exequatur de ce jugement.
Les critères d'appréciation de la compétence du juge étranger ont été finalisés dans l'arrêt SIMITCH (1985).
La Cour de cassation considère que la juridiction étrangère doit être retenue compétente si le litige se rattache de manière caractérisée au pays dont le juge a été saisi et si le choix de cette juridiction n’a pas été frauduleux.
Ainsi, pour toutes les fois où la loi n'accorde pas de compétence spéciale au juge français (exemple d'un immeuble situé en France, ou encore d'un privilège de juridiction), le juge étranger sera considéré comme compétent s'il existe un lien caractérisé entre le litige et le pays dont le juge a été saisi.

#### Application de la loi compétente
Le juge va appliquer ses propres règles de conflit et déterminer quelle loi il aurait appliquée. Si le juge étranger n'a pas statué selon la loi qui aurait été appliquée par le juge français, ce dernier peut refuser pour ce motif d'accorder l'exequatur de ce jugement en France.
Néanmoins, cette condition a été considérablement assouplie puisque le juge français ne s'arrête plus formellement à la loi appliquée, mais au contenu de celle-ci, retenant l'équivalence du résultat. En effet, le juge français accordera l'exequatur d'une décision étrangère n'ayant pas appliqué la loi qu'il aurait retenu si la loi appliquée par le juge étranger a des effets équivalents à celle qu'il estimait compétente.
Ce critère a été abandonné par l'arrêt de la Cour de cassation du 20 février 2007.

#### Absence de fraude à la loi
Le juge va contrôler l'absence de fraude à la loi. La fraude se caractérise par une modification du point de rattachement, afin que les dispositions impératives de la loi compétente ne s'appliquent pas.
La fraude se double souvent d'un « forum shopping ». On désigne ainsi un acte par lequel un individu va tenter de choisir la juridiction qui lui sera le plus favorable.
La fraude se compose de deux éléments. Le premier est un élément intentionnel qui consiste en une volonté de faire produire effet en France à un jugement étranger obtenu de manière frauduleuse. Le deuxième est un élément matériel qui consiste en une manipulation de l'élément de rattachement d'un litige à une juridiction étrangère.
Comme le contrôle de la loi compétente a été supprimé dans l'arrêt Cornelissen du 20 février 2007, de même la fraude ne s'envisage plus par rapport à la loi. Seule l'absence de fraude au jugement sera alors contrôlée par le juge de l'exequatur. Cette fraude peut être de deux sortes, qui seront toutes deux sanctionnées par le juge français par la non-reconnaissance. On distingue à ce titre la fraude au jugement français de la fraude au jugement étranger.

#### Conformité à l'ordre public international français
On ne peut exécuter en France une décision étrangère contraire à l'Ordre Public (telle la répudiation islamique...), il s'agit de faire preuve de bon sens. Cela s'apprécie au jour où l'exequatur est demandé : Civ 1976 MARRET ; et pas au jour du jugement étranger.

#### Régularité de la procédure
Le juge saisi de la demande d'exequatur va vérifier que le juge étranger saisi de la demande initiale ait correctement appliqué ses propres règles de procédure.
Dans un arrêt Bachir rendu en 1967, le juge français a refusé d'accorder l'exequatur d'une décision rendue par la cour d'appel de Dakar relative à un divorce accordé à l'épouse.
C'est ainsi que l'exigence du respect des règles de procédure posées par l'arrêt Munzer tombe.

### Exequatur d'un jugement rendu dans un État membre de l'Union européenne
En cas de créances incontestées : le Règlement 805/2004 institue un titre exécutoire européen pour les créances incontestées c'est-à-dire qu'il supprime l'exequatur. On a une reconnaissance d'exécution automatique des décisions de justice d'un État membre à l'autre. Le champ d'application de ce règlement est cependant limité aux créances incontestées : à savoir des créances pour lesquelles le débiteur ne s'est pas opposé à la créance au cours d'une procédure judiciaire, soit lorsque le débiteur n'a pas comparu au cours de la procédure soit s'il a admis le montant et l'existence de la créance. Cette procédure s'accompagne d'un formulaire que le juge d'un État membre peut remplir pour donner à la créance un titre exécutoire européen. Spécificité : cette procédure n'est pas applicable au Danemark.

## Exequatur des sentences arbitrales
L'exequatur est la procédure par laquelle le juge, saisi par l'arbitre ou la partie la plus diligente, donne à la sentence arbitrale qui a été rendue force exécutoire. Concrètement, hors les cas d'appel, le juge compétent est le Président du T.G.I dans le ressort duquel la sentence a été rendue . Le juge de l'exequatur statue par voie d'ordonnance. Celle-ci doit être motivée lorsqu'elle refuse d'accorder l'exequatur. Au contraire, lorsque l'exequatur est obtenu, le juge n'a pas à motiver sa décision  et appose simplement la formule exécutoire sur la minute de la sentence arbitrale. On dit en cela, que la sentence est exéquaturée. L'ordonnance d'exequatur n'est susceptible d'aucun recours . En revanche, l'ordonnance qui refuse l'exequatur est susceptible d'appel (art. 1489). S'agissant du contrôle du juge en la matière, on remarquera que celui-ci est très restreint. Il permet seulement au juge de l'exequatur de contrôler que la sentence n'est pas entachée d'un vice trop grave. Celui-ci ne peut pas réviser la sentence sur le fond du droit.  Aussi, opère-t-il une simple  vérification de la régularité formelle de la sentence quant à  sa conformité à l'ordre public. L'exequatur  a pour effet de rendre la sentence arbitrale exécutoire et en permet l'exécution forcée (valant titre exécutoire il alors possible de recourir à toutes les voies d'exécution forcée telles que saisie exécution, attribution, etc.). L'obtention de l'ordonnance d'exequatur fait par ailleurs courir le délai des voies de recours .

## Exequatur et souveraineté
L'exequatur est empreint d'une forte dimension politique liée à la souveraineté car il a pour objet la reconnaissance, et généralement, l'exécution dans un État, d'un jugement rendu dans un autre État. On peut dès lors comprendre la réticence naturelle que peuvent avoir les autorités d'un État, lorsqu'il va s'agir d'exécuter un jugement rendu dans un autre État, probablement sous l'empire d'un droit différent.[réf. nécessaire]
Le droit français est, du moins en théorie, relativement libéral, puisque la règle de droit commun en matière d'exequatur est prévue à l'article 509 du code de procédure civile, selon lequel : « Les jugements rendus par les tribunaux étrangers et les actes reçus par les officiers étrangers sont exécutoires sur le territoire de la République de la manière et dans les cas prévus par la loi ».
Cependant, cette règle, existant depuis le code de procédure civile de 1806, ne s'est jamais appliquée en tant que telle, la jurisprudence en ayant précisé, pour ne pas dire durci, les conditions d'application.